# Brivio Thörner
Jan Brivio Knut Thörner, född 4 juli 1938 i Bredestads församling i Jönköpings län, är en man med arbetarbakgrund som blev svensk direktör. Brivio Thörner var ersättare i Sveriges riksdag för Jönköpings läns valkrets en kortare period 1979 och representerade då Folkpartiet, vilket han lämnade 1994. Han har varit styrelseordförande i bland annat ELMIA AB, Internationella Handelshögskolan i Jönköping AB, Atteviks Bil AB, Kabe AB samt OTC-föreningen. Han har varit suppleant i 4:e AP-fondens styrelse och ledamot av tre statliga utredningar.
Vidare har han varit vice ordförande i Handelskammaren i Jönköping, Köttbranschens Riksförbund samt Sveriges Livsmedelsindustriförbund. Brivio var även ordförande i Jönköping Södra.